# Willer Crowell
Willer Crowell († 1401) war Abt des Klosters Oldenstadt und Vorsteher der Lüneburger Kanzlei. 

## Leben
Crowell  war seit 1383 als Vorsteher der Lüneburger Kanzlei bezeugt. In dieser Funktion hatte er maßgeblichen Anteil an der Ausarbeitung des Vertragswerkes der Lüneburger Sate. Von 1385 bis 1400 war Crowell Vertreter der Stadt Lüneburg auf den Hansetagen und unternahm darüber hinaus weitere diplomatische Reisen im Auftrag des Rates der Stadt Lüneburg, u. a. 1389 nach Rom. Aufgrund seiner Verdienste um das Gemeinwohl Lüneburgs wurde Crowell 1390 von allen Stadtpflichten befreit. 1398 beendete Crowell seine Tätigkeit als Vorsteher der Lüneburger Kanzlei. Als er 1401 starb, war er Abt des Klosters Oldenstadt.